# Мемфис хасл
Мемфис хасл (енгл. Memphis Hustle) амерички је кошаркашки клуб из Саутавена у Мисисипију. Клуб се такмичи у НБА развојној лиги и тренутно је филијала НБА тима Мемфис гризлиси.

## Историја
Клуб је основан 2017. године.

## Познатији играчи
- Фреди Гилеспи
- Марко Гудурић
- Бруно Кабокло